# Diecezja Saint-Hyacinthe
Diecezja Saint-Hyacinthe – diecezja rzymskokatolicka w Kanadzie. Powstała w 1852.

## Biskupi ordynariusze
- John Charles Prince (1852 - 1860)
- Joseph La Rocque (1860 - 1866)
- Charles La Rocque (1866 - 1875)
- Bł. Louis-Zéphirin Moreau (1875 - 1901)
- Maxime Decelles (1901 - 1905)
- Alexis-Xyste Bernard (1905 - 1923)
- Fabien-Zoël Decelles (1924 - 1942)
- Arthur Douville (1942 - 1967)
- Albert Sanschagrin, O.M.I. (1967 - 1979)
- Louis-de-Gonzague Langevin, M. Afr. (1979 - 1998)
- François Lapierre, P.M.E. (1998 - 2017)
- Christian Rodembourg, M.S.A. (od 2017)